# Lophodoris
Genre
Lophodoris est un genre de mollusques nudibranches (limaces de mer) de la famille des Goniodorididae.

## Liste des genres
Selon World Register of Marine Species (25 octobre 2015) :
- Lophodoris danielsseni (Friele & Hansen, 1876)
- Lophodoris scala Er. Marcus & Ev. Marcus, 1970